# 스티븐 길
스티븐 길(Stephen Gill)은 영국출신의 대한민국의 기업인이다.

## 학력
- 수학 학사, 영국 써리 대학교(University of Surrey)

## 약력
- 1981년 회계사, 프라이스워터하우스쿠퍼스(PricewaterhouseCoopers) 런던
- 1981년 소니
- 1984년 Senior UK Management Positions, 디지털 이큅먼트(Digital Equipment)
- 1995년-2000년 Senior Vice President 겸 CFO, 잉그램 마이크로(Ingram Micro) 유럽
- 2000년 10월 Vice President 겸 CFO, 컴팩 유럽/중동/아프리카
- 2002년 Vice President 겸 Managing Director, HP 영국/아일랜드
- 2009년 7월 1일 대표이사 사장, 한국HP